# Theodor Pfeiffer (Musiker, 1853)
Theodor Pfeiffer (* 20. Oktober 1853 in Heidelberg; † 9. November 1929 in Baden-Baden) war ein deutscher klassischer Pianist, Komponist und Musikpädagoge.

## Leben und Werk
Theodor Pfeiffer war ein Schüler Hans von Bülows. Er lebte ab 1889 als Musiklehrer in Baden-Baden. Ab 1899 wirkte er zugleich als Lehrer am Konservatorium in Mannheim. 1905 wurde er dort zum Professor ernannt.
Von seinen Kompositionen sind die Virtuosenstudien und Vorstudien zu Bülows Editionen (Berlin ohne Jahr) und Studien bei Hans von Bülow (Berlin 1894 und weitere Auflagen) erwähnenswert. Ein „Nachtrag“ von Vianna da Motta erschien 1896.